# Xã Sullivant, Quận Ford, Illinois
Xã Sullivant (tiếng Anh: Sullivant Township) là một xã thuộc quận Ford, tiểu bang Illinois, Hoa Kỳ. Năm 2010, dân số của xã này là 510 người.